# Maianthemum gongshanensis
Maianthemum gongshanensis là một loài thực vật có hoa trong họ Măng tây. Loài này được (S.Yun Liang) H.Li mô tả khoa học đầu tiên năm 1990.